# Copa d'Espanya de ciclisme
La Copa d'Espanya de ciclisme és una competició ciclista que englova diferents curses ciclistes que es disputen a Espanya. Hi ha competició masculina i femenina i en el cas dels homes està reservada a ciclistes amateurs.

## Curses al 2017
| - Circuit Guadiana - Aiztondo Klasika - Trofeu Guerrita - Memorial Momparler - Memorial Valenciaga - Clàssica Torredonjimeno - Santikutz Klasika - Clàssica Xavi Tondo - Gran Premio Macario | - Trofeu Vila de Noja - Gran Premi Muniadona - Emakumeen Aiztondo Sari Nagusia - Gran Premio Ciutat d'Alcobendas - Trofeu Roldán - Gran Premi Costa Blanca - Gran Premi Ciutat de Casp - Trofeu Govern de La Rioja - Trofeu Ria de Marín |

## Palmarès masculí
| Any  | Vencedor                 | Segon               | Tercer                   | Millor sub-23        |
| ---- | ------------------------ | ------------------- | ------------------------ | -------------------- |
| 1999 | José Manuel Vázquez      |                     |                          | David Muñoz          |
| 2000 | Íñigo Landaluze          |                     |                          | Tino Zaballa         |
| 2001 | Alejandro Valverde       | Javier Ramírez      | Santiago Segú            | Alejandro Valverde   |
| 2002 | Francisco Gutiérrez      | Ricardo Serrano     | Juan Diego Navamuel      | Francisco Gutiérrez  |
| 2003 | Javier Ramírez Abeja     | Luis Pérez Romero   | Ion del Río              | Juan José Cobo       |
| 2004 | Rodrigo García Rena      | Jaume Rovira        | Pedro Luis Marichalar    | Jesús del Nero       |
| 2005 | Francisco Gutiérrez      | Manuel Ortega Ocaña | Unai Elorriaga           | Javier Moreno        |
| 2006 | Francisco Gutiérrez      | Didac Ortega        | Unai Elorriaga           | Cecilio Gutiérrez    |
| 2007 | Francisco Torrella       | Mikel Nieve         | José Ángel Rodríguez     | José Ángel Rodríguez |
| 2008 | Antonio Olmo             | David Gutiérrez     | Luis Maldonado           | Rafael Valls         |
| 2009 | Jorge Martín Montenegro  | Daniel Ania         | Raúl Alarcón             | Daniel Ania          |
| 2010 | Raúl Alarcón             | Víctor Cabedo       | José David Martínez      | Víctor Cabedo        |
| 2011 | Francisco Moreno         | Jesús Ezquerra      | Eduard Prades            | Francisco Moreno     |
| 2012 | Eduard Prades            | Mike Terpstra       | Airán Fernández          | Adrián López         |
| 2013 | Fernando Grijalba        | Airán Fernández     | Pablo Lechuga            | Fernando Grijalba    |
| 2014 | Unai Intziarte           | Miguel Ángel Benito | Antton Ibarguren         | Miguel Ángel Benito  |
| 2015 | Antonio Angulo           | Egoitz Fernández    | Antonio Pedrero          | Jaime Rosón          |
| 2016 | Antonio Angulo           | Marcos Jurado       | Jaume Sureda             | Jaume Sureda         |
| 2017 | Gonzalo Serrano          | Sergio Samitier     | Juan López-Cósar         | Sergio Samitier      |
| 2018 | Antonio Jesús Soto       | Jesús Arozamena     | Xavier Cañellas          | Jesús Arozamena      |
| 2019 | Roger Adrià              | Alejandro Ropero    | Francisco Galván         | Roger Adrià          |
| 2020 | Miguel Ángel Ballesteros | Jordi López         | Vicente Hernáiz          | Jordi López          |
| 2021 | Pau Miquel               | Sergio Trueba       | Marc Brustenga           |                      |
| 2022 | Francisco Muñoz          | Thomas Silva        | Andoni López de Abetxuko |                      |
| 2023 | Thomas Silva             | Ilia Shchegolkov    | Sergio Trueba            |                      |

## Palmarès femení
| 1997 | Dori Ruano        |                  |                   | -                 | - | - |
| 1998 | Rosa María Bravo  |                  |                   | -                 | - | - |
| 1999 | Rosa María Bravo  |                  |                   | Eneritz Iturriaga |   |   |
| 2000 | Rosa María Bravo  |                  |                   | Patricia Roel     |   |   |
| 2001 | Rosa María Bravo  |                  |                   | Rocío Gamonal     |   |   |
| 2002 | Rosa María Bravo  |                  |                   | Eneritz Iturriaga |   |   |
| 2003 | Fátima Blázquez   |                  |                   | Maribel Moreno    |   |   |
| 2004 | Fátima Blázquez   |                  |                   | Alicia Palop      |   |   |
| 2005 | Alicia Palop      | Belén López      |                   | Belén López       |   |   |
| 2006 | Anna Henestrosa   |                  |                   | Belén López       |   |   |
| 2007 | Chari Rodríguez   | Maribel Moreno   | Belén López       | Silvia Tirado     |   |   |
| 2008 | Arantzazu Azpiroz | Leticia Gil      | Belén López       | Dorleta Zorrilla  |   |   |
| 2009 | Rosa María Bravo  | Belén López      | Cristina Navarro  | Dorleta Zorrilla  |   |   |
| 2010 | Rosa María Bravo  | Belén López      | Lucía González    | Lucía González    |   |   |
| 2011 | Anna Ramírez      | Belén López      | Ana Usabiaga      | Ana Usabiaga      |   |   |
| 2012 | Anna Sanchis      | Ana Usabiaga     | Eneritz Iturriaga | Ana Usabiaga      |   |   |
| 2013 | Belén López       | Sheyla Gutiérrez | Joanne Hogan      | Sheyla Gutiérrez  |   |   |
| 2014 | Belén López       | Lucía González   | Eider Merino      | Eider Merino      |   |   |
| 2015 | Belén López       | Lourdes Oyarbide | Ainara Elbusto    | Lourdes Oyarbide  |   |   |
| 2016 | Anna Kiesenhofer  | Roos Hoogeboom   | Eider Merino      | Eider Merino      |   |   |
| 2017 | Mavi García       | Alicia González  | Alba Teruel       | Alicia González   |   |   |
| 2018 | Ana Usabiaga      | Sandra Alonso    | Alba Teruel       | Sandra Alonso     |   |   |
| 2019 | Cristina Martínez | Enara López      | Lija Laizāne      | Enara López       |   |   |
| 2020 | no disputada      | no disputada     | no disputada      | no disputada      |   |   |
| 2021 | Idoia Eraso       | Patricia Ortega  | Susana Pérez      | Idoia Eraso       |   |   |
| 2022 | Nadine Gill       | Susana Pérez     | Idoia Eraso       | Susana Pérez      |   |   |
| 2023 | Lucía Ruiz        | Susana Pérez     | Usoa Ostolaza     | Lucía Ruiz        |   |   |